# Кирхдорф-ам-Инн
Кирхдорф-ам-Инн (нем. Kirchdorf am Inn) — община (нем. Gemeinde) в Австрии, в федеральной земле Верхняя Австрия. 
Входит в состав округа Рид-им-Иннкрайс.  Население составляет 604 человека (на 31 декабря 2005 года). Занимает площадь 14 км². Официальный код  —  41210.

## Политическая ситуация
Бургомистр общины — Йозеф Вюрер (АНП) по результатам выборов 2003 года.
Совет представителей общины (нем. Gemeinderat) состоит из 13 мест.
- АНП занимает 9 мест.
- СДПА занимает 3 места.
- АПС занимает 1 место.